# Wanjira Mathai
Wanjira Mathai (1971) es una ambientalista y activista keniana. Es directora general para África y Asociaciones Globales en el Instituto de Recursos Mundiales, con sede en Nairobi, Kenia. En este cargo, trabaja en temas como la deforestación y el acceso a la energía. En 2018, fue incluida en la lista de las 100 personas africanas más influyentes por la revista New African,  en reconocimiento a su papel como asesora principal en el Instituto de Recursos Mundiales, y a su labor en la plantación de más de 30 millones de árboles a través del Movimiento Cinturón Verde (GBM, por sus siglas en inglés).

## Trayectoria
Mathai nació y creció en Kenia. Su madre, Wangari Maathai, fue una activista social, ambiental y política y la primera mujer africana en ganar el Premio Nobel de la Paz, en 2004. Cursó estudios secundarios en la escuela State House Girls de Nairobi. Posteriormente se trasladó a Geneva, Nueva York, donde estudió en Hobart y William Smith Colleges, especializándose en biología y graduándose en 1994. También cursó un máster en Salud Pública y en Administración de Empresas en la Universidad Emory. Tras completar sus estudios, se incorporó al Centro Carter, donde trabajó en proyectos relacionados con el control de enfermedades, como la dracunculosis, la oncocercosis y la filariasis linfática.

### Movimiento Cinturón Verde
Mathai forma parte de la fundación Consejo para el futuro del mundo y de la junta directiva del Movimiento Cinturón Verde (GBM), fundado por la madre de Wanjira, Wangari, en 1977. Inició su participación en la organización como Directora de Asuntos Internacionales en 2002, y posteriormente fue nombrada Directora Ejecutiva. Entre sus responsabilidades, se encuentran la recaudación de fondos, la movilización de recursos y la difusión internacional del movimiento. Ha señalado que muchas mujeres participaron activamente en las actividades del GBM, especialmente en la plantación de árboles. Mathai ha dicho que su trabajo de plantación de árboles, también llamado agroforestería, se inspiró en el trabajo ambiental de su madre. También acompañó a su madre en una gira internacional tras la obtención del Premio Nobel en 2004 y colaboró en la transición de la organización tras su fallecimiento en 2011.

### Otras organizaciones y fundaciones

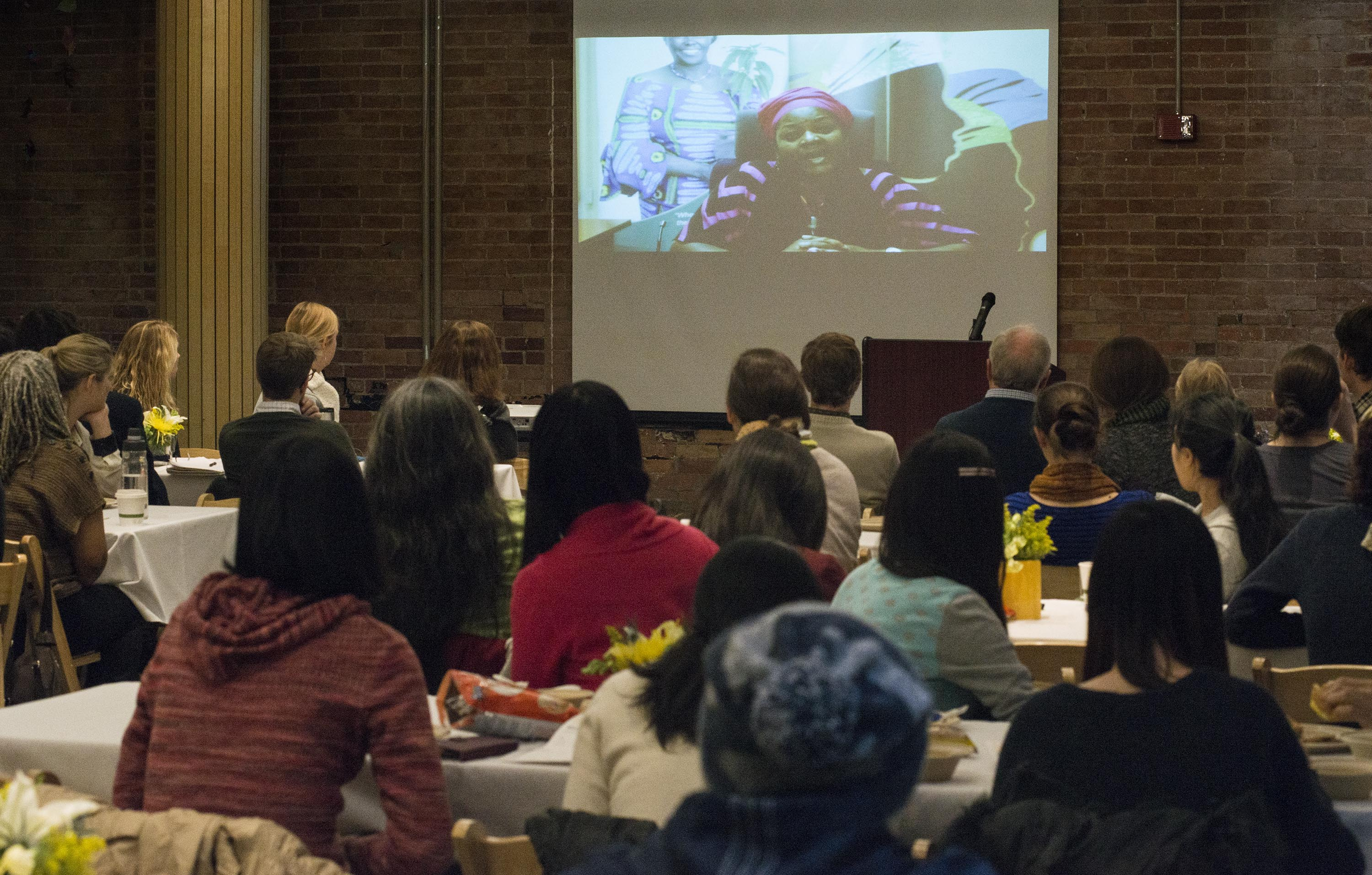
Mathai hablando como directora del Instituto Wangari Maathai

Mathai es asesora principal de la iniciativa Partnership on Women’s Entrepreneurship in Renewables (wPOWER), que promueve el liderazgo de mujeres en el sector de energías renovables en África Oriental. La iniciativa busca ampliar el acceso a estas energías a millones de mujeres en la región. Mathai ha vinculado esta participación con la consecución de varios Objetivos de Desarrollo Sostenible de la Agenda 2030. También ha destacado el impacto de la crisis climática en las mujeres, especialmente en su rol dentro de la producción agrícola y el cuidado de sus familias.
Es miembro del consejo asesor de Clean Cooking Alliance, del consejo internacional de la Carta de la Tierra (CTI), de la junta directiva del Centro Mundial de Agroforestería (ICRAF) en Kenia, y del consejo directivo del Centro para la Investigación Forestal Internacional (CIFOR). Además, utiliza el método EQ de Seis Segundos, vinculado a la inteligencia emocional.
Preside la Fundación Wangari Maathai desde 2016, organización que busca preservar el legado de su fundadora mediante el fomento del liderazgo juvenil. La fundación trabaja en tres líneas principales: la conservación de la Casa Wangari Muta Maathai, el desarrollo de habilidades de liderazgo juvenil (programa Wanakesho) y becas para jóvenes. También ha sido directora de proyectos en el Instituto Wangari Maathai para la Paz y Estudios Ambientales de la Universidad de Nairobi, centrado en ética y desarrollo sostenible.
Desde diciembre de 2019, es además vicepresidenta y directora regional para África en el Instituto de Recursos Mundiales. En ese cargo, participó en la negociación con el Ministerio de Medio Ambiente de Kenia para comprometerse a restaurar 12,6 millones de acres de tierras deforestadas antes de 2030. Esta acción se enmarca en la Iniciativa de Restauración del Paisaje Forestal Africano (AFR100), que supervisa Mathai y cuyo objetivo es restaurar más de 100 millones de hectáreas de tierras en África para 2030. 

## Reconocimientos
Mathai ha sido reconocida por su trayectoria en distintos ámbitos internacionales. En 2018, fue incluida en la lista de las 100 africanas más influyentes elaborada por la revista New African, así como en el listado de figuras destacadas del continente publicado por la African Leadership University. En abril de 2023, la revista estadounidense Time la incorporó a su selección anual de las 100 personas más influyentes del mundo, subrayando su papel en la defensa del medio ambiente y la justicia climática. Ese mismo año, en noviembre, fue destacada por la BBC en su lista 100 Women, que reúne a mujeres consideradas inspiradoras y con un impacto relevante a nivel global.